# Números de telèfon a Andorra
Generalment, els números de telèfon a Andorra són de sis xifres. Els números de telefonia fixa comencen amb els dígits 8 i 7 i els de telefonia mòbil amb els dígits 3 i 6. En el cas dels números gratuïts, els números són de 8 xifres, començant amb 1800 (si només són accessibles des del Principat) o amb 1802 (si també ho són des de l'estranger).
Fins al 1994, Andorra formava part del pla de numeració francès, on hi tenia assignat el prefix 628. Les trucades internacionals requerien marcar +33 628, i 628 des de França (o bé 16 628 des de París). També era possible l'accés des del pla de numeració espanyol, on tenia assignat el prefix 9738, el que feia possible trucar també amb el prefix internacional +34 738. El 17 de desembre d'aquest any, a Andorra se li va assignar el codi de país 376. Des d'aleshores, és necessari marcar el prefix +376 per a trucar des de l'estranger a Andorra, inclús també des de França i Espanya.
El pla de numeració reserva també els números de tres xifres començant amb 1 per a serveis especials, els de nou xifres començant amb 690 per serveis mòbils addicionals (M2M...), i els sis xifres començant amb 9 per a serveis especials.